# Helge Flatby
Helge Flatby (8 de dezembro de 1894 — 18 de julho de 1971) foi um ciclista norueguês. Nos Jogos Olímpicos de Verão de 1920 em Antuérpia, competiu representando a Noruega em duas provas de ciclismo de estrada.